# East Haven (Connecticut)
East Haven è un comune di 28.755 abitanti degli Stati Uniti d'America, situato nella Contea di New Haven nello Stato del Connecticut.